# Eric Täckström
Eric Axel Täckström verksam under namnet Ax-Täckström, född 2 april 1911 i Eskilstuna, död 23 februari 1992 i Malmö, var en svensk målare.
Han var son till verkstadsarbetaren Carl Axel Täckström och Lilly Fredrika Paulina Lundgren och från 1944 gift med Elsa Solveig Nilsson. Täckström studerade konst vid Tekniska skolans aftonskola 1934–1935, Högre konstindustriella skolan 1936–1937 samt som privatelev till Edvin Ollers och Edward Berggren 1936–1937 och genom självstudier under resor till Grekland, Egypten och London. Han var anställd som reklamtecknare 1937–1948 och har därefter med undantag av kortare perioder varit verksam som konstnär. Separat ställde han ut i bland annat Eksjö, Eskilstuna, Falköping, Varberg, Värnamo, Alingsås, Ulricehamn och ett flertal gånger i Mölle. Hans konst består av figurer, stilleben, landskapsskildringar och nakna kvinnor vid havet utförda med en palettknivsteknik i en lätt naturalistisk stil.    